# Pack Up
«Pack Up» —en español: «Empaquetar»— es una canción de la cantante británica de pop Eliza Doolittle, lanzado por el sello Parlophone en forma de descarga digital el 5 de julio de 2010. El sencillo fue escrito por el mismo Eliza Doolittle y el Matthew Prime, Tim Woodcock, George y Félix Powell Powell y producido por Matthew Prime. Se extrae como el segundo sencillo de su álbum debut de la cantante.
La canción entró en las listas del Reino Unido en el nº12 de la individual, y luego sube al n.º 8 la semana siguiente y llegar al n.º 5. En el ranking irlandés llegó al n.º 6, mientras que en Italia alcanzó el número 24 de la clasificación de la radio. Después de haber vendido más de 400 000 copias, el sencillo fue certificado oro en el Reino Unido.
El video musical de la canción fue filmada en Jamaica. El vídeo muestra imágenes de Eliza Doolittle en diferentes lugares de una ciudad de Jamaica que muestra que viaja en autobús y bicicleta.
Las palabras de la única contiene el título de la canción del Pack Up Your Troubles in Your Old Kit-Bag de 1915. Es la canción que da título completo de la Marcha de la Primera Guerra Mundial, publicado en 1915 en Londres. Fue escrita por George Henry Powell.

## Lista de canciones
Descarga digital
1. Pack Up – 3:11
2. I'll Be Your Pillow (Slugz & Joe London Mix) – 2:38
3. Skinny Genes (Unplugged) – 3:05

## Apariciones en televisión y otros medios
A principios de 2011, la canción ha aparecido en la televisión británica en el anuncio de Kinder Sorpresa. La canción también se utiliza en una telenovela brasileña llamada Insensato Coração y se incluye en la banda sonora de la telenovela. Fue utilizado en la temporada 2 estreno de "Mob Wives". Se escuchó también en el fondo de la audición Cher Lloyd en The X Factor Reino Unido en 2010.